# 노베첸토 박물관
노베첸토 박물관(이탈리아어: Museo del Novecento, 20세기 박물관)은 이탈리아 북부 롬바르디아주 밀라노에 위치한 20세기 근현대미술을 다루는 미술관이다. 밀라노시 중심부의 두오모 광장 주변에 자리한 아렌가리오궁 건물에 입주해 있다.
2010년 12월에 개관하였으며, 20세기 미술작품 약 400여 점이 전시되어 있다. 대다수가 이탈리아 작가의 작품이다.

## 소장품
소장품 대다수는 이탈리아 작가의 작품이며, 외국 작가의 작품은 브라크, 칸딘스키, 클레, 레제, 마티스, 몬드리안, 피카소 등의 작품으로 전시실 하나를 차지하고 있다. 이탈리아 작가의 소장품 가운데서도 자코모 발라, 움베르토 보초니, 카를로 카라, 포르투나토 데페로, 루이지 루솔로, 지노 세베리니, 마리오 시로니, 아르덴고 소피치 등의 이탈리아 미래파 작가들을 중심으로 꾸려져 있다. 2022년까지는 주세페 펠리차 다 볼페도의 〈제4계급〉(Il Quatro Stato, 1902년)이 전용 전시실에 공개되어 있었다.
다른 전시구역에서는 조르조 데 키리코, 루시오 폰타나, 조르조 모란디 등 작가별 전시실로 나누어져 있다. 이밖에 추상주의, 아르테 포베라, 노베첸토 이탈리아노, 후기인상주의, 사실주의 등의 20세기 미술운동과, 풍경화, 기념미술 등의 특정 장르에 할애한 전시구역도 있다.
2015년 이탈리아의 개인 수집가인 비앙카, 마리오 베르톨리니 부부로부터 다니엘 뷰런, 조셉 코수스, 로이 리히텐슈타인, 로버트 라우센버그, 프랭크 스텔라, 앤디 워홀 등 현대미술가들의 작품을 대량으로 기증받았다.

## 시설

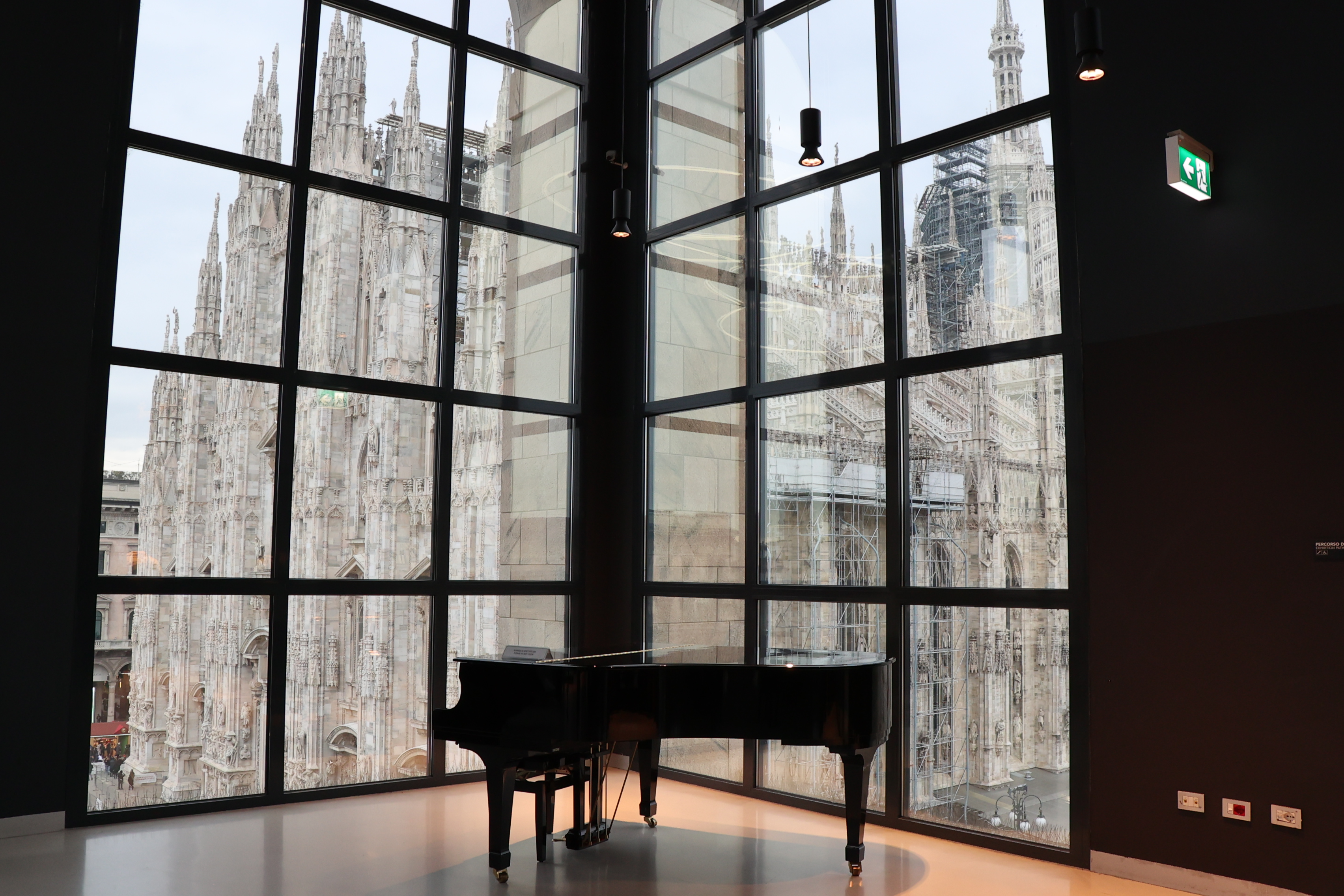
박물관 내부에서 바라본 밀라노 대성당

박물관 내부에는 서점이 있으며, 꼭대기 층에는 두오모 광장이 내려다보이는 레스토랑 바가 있다.

## 참고문헌
1. 1 2 3 4 5  Roderick Conway Morris (22 March 2011). A Milan Home for Modern Art. The New York Times. Accessed 18 October 2015.
2. ↑  [s.n.] (10 August 2015). Warhol, Buren, Kosuth: cresce il Museo del Novecento di Milano (in Italian). Il Sole 24 Ore. Accessed 18 October 2015.

## 관련 문헌
- Museo del Novecento: The collection, 2010, aavv. (이탈리아어)
- 위키미디어 공용에 노베첸토 박물관 관련 미디어 분류가 있습니다.

틀:밀라노의 명소